# Kismogyorós (Balkány)
Kismogyorós Balkány város része, Szabolcs-Szatmár-Bereg vármegyében, a Nagykállói járásban Nagykállótól 28 km-re.

## Fekvése
Balkánytól 12,5 km.-re, Trombitástól 5 km-re, Tormáspusztától 7 km-re és Aradványpusztától 2 km-re található.

## Látnivalók
- A tanya közepén álló kút.

## Képek

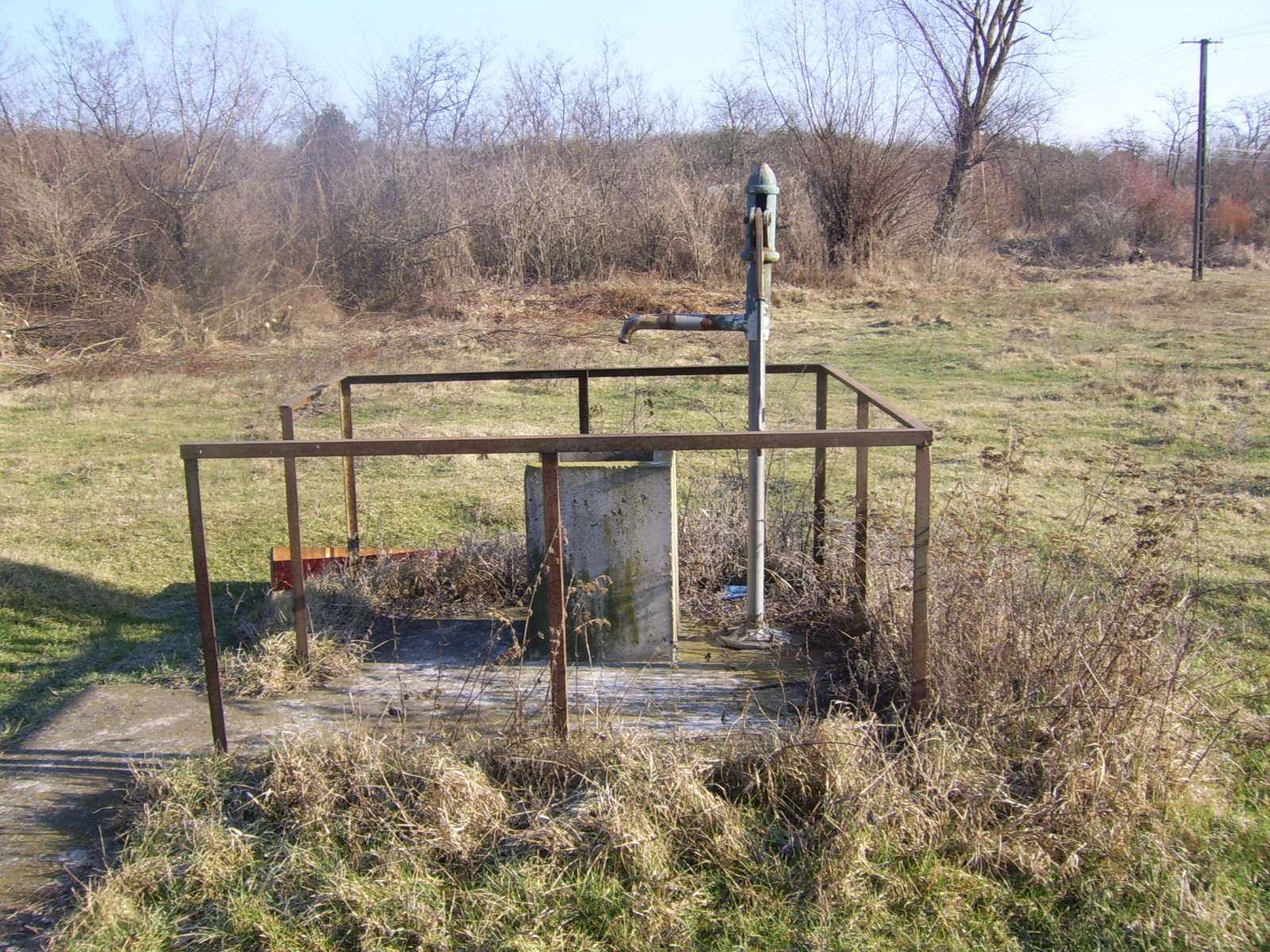
A tanya közepén álló kút